# Bistra, Vrhnika
Bistra je vas s 43 prebivalci (po podatkih iz leta 2018) v Občini Vrhnika, ki stoji na jugozahodnem robu Ljubljanskega barja, ob cesti med Vrhniko in Borovnico. Spada pod krajevno skupnost Verd. Nad krajem se vzpenja hrib Javorč (605 m), vzdolž pobočja katerega poteka železniška proga Ljubljana–Postojna.
Zgodovina kraja je neločljivo povezana z gradom Bistra iz 13. stoletja, ki je do leta 1782 služil kot samostan Kartuzijanskega reda. Ime je dobil po potoku Bistra, pritoku Ljubljanice, ki ima tu več kraških izvirov. Pred tem, v srednjem veku, so samostan in okoliško območje imenovali po bližnji Borovnici, v arhivskih listinah se navaja kot Vrauniz in z variantami tega imena, kot so Vroniz, Wrevnitz ipd. Zdaj ima v gradu prostore Tehniški muzej Slovenije ter gostilna in hotel Bistra.
V Bistri se je rodil arhitekt in urbanist Ivan Jager (1871–1959).

## Zgodovina
Kartuzija je svoj višek dosegla v 14. stoletju, ko je imela posesti po vsej Kranjski in v sosednjih deželah, največ južno do Cerknice. Po drugi strani pa je utrjeni samostan konec stoletja dvakrat pogorel, kar v svojem zapisu o tem območju omenja tudi Valvasor. V naslednjih stoletjih je ustanova počasi zamirala. V tem času je bil samostan večkrat prezidan in barokiziran. Od tu izvira iluminiran rokopis spisa O Božjem mestu Avguština iz Hipona, delo meniha Nikolaja, ki ga zdaj hrani Narodna in univerzitetna knjižnica v Ljubljani.
Po Valvasorjevih besedah je Bistro leta 1670 prizadel močan potres, sto let kasneje (1773) pa je poslopje samostana znova pogorelo. Kmalu po obnovitvi, leta 1782, je cesar Jožef II. kartuzijo ukinil. Poleg same graščine je ohranjena kapela, posvečena sv. Jožefu, v kateri so po porušenju samostanske cerkve leta 1808 izvajali verske obrede.
V času Avstrijskega cesarstva je v graščini domovala okrajna gosposka in sodnija za občine Vrhnika, Polhov Gradec in Borovnica. Leta 1826 jo je odkupil trgovec in tovarnar Franc Galle in jo dokončno spremenil v dvorec, sedež svojega posestva. Njegovi nasledniki so kompleks dodatno urejali in modernizirali, do druge svetovne vojne, po kateri je takratni lastnik Bruno Galle kot podpornik Nemcev pobegnil iz Slovenije, nakar je država posest nacionalizirala. Iz tega obdobja je v Bistri in sosednjem Dolu pri Borovnici ohranjenih tudi več objektov tehniške dediščine, kot so razne žage ter celo mala hidroelektrarna.
Leta 1947 je bil ustanovljen Gozdarski in lesni inštitut Ljudske republike Slovenije, ki je v dvorcu dobil prostor za študijsko zbirko. Ta je bila leta 1951 priključena novoustanovljenemu Tehniškemu muzeju Slovenije, od leta 1953 odprtemu za javnost v dvorcu.